# Anatolio da Berito
Anatolio da Berito (fl. VI secolo) è stato un giurista bizantino.
Vissuto nel VI secolo fu un giureconsulto docente nella scuola di Berito (l'odierna Beirut), città della fenicia nota per gli studi giuridici, che Giustiniano chiamava madre e nutrice delle leggi. Da un decreto di Diocleziano, citato nel codice giustinianeo, risulta che a Berito esisteva una scuola di legislazione in lingua greca. Fu l'imperatore Giustiniano, che aveva soppresso una serie di scuole di giurisprudenza preesistenti e legittimato come scuole valide esclusivamente quelle di Roma, Costantinopoli e Berito, a chiamare da Costantinopoli i professori Teofilo e Cratino e da Berito i due giureconsulti Doroteo e Anatolio affinché lavorassero con Triboniano nella compilazione del Digesto.